# Hypermobilitet
 Denne artikel bør gennemlæses af en person med fagkendskab for at sikre den faglige korrekthed.

Hypermobilitet (af græsk hyper = "over" og latin mobilitas = "bevægelighed") hos et menneske medfører, at det kan overstrække sine led, f.eks. bøje så meget bagud i fingerled, at den yderste fingerspids kan komme til at stå lodret i forhold til den bordplade, som håndfladen hviler mod. Hos nogle kan håndledet bukke så meget indad, at tommelfingerspidsen kan bringes til at berøre underarmen. Nogle kan overstrække knæene så meget, at benene danner en bue bagud: De såkaldte sabelknæ. Nogle kan overstrække albueledene tilsvarende meget bagud. Nogle kan uden videre gå i spagat eller med strakte knæ lægge håndfladerne på gulvet foran fødderne.

## Kendsgerninger om hypermobilitet
Hypermobilitet er en arvet egenskab ved bindevævet. Bindevæv er sammensat af løse og faste fibre. Hos den hypermobile har forholdsvis flere løse fibre end faste. Nyere undersøgelser har vist at hypermobiles hud ligeledes er overdrevent elastisk. Diagnosen hypermobilitet er relativt ny og skyldes hovedsageligst Peter Beighton. Hypermobilitet er i sig selv kun i sjældne tilfælde invaliderende. Der er folkeslag hvor forekomsten af hypermobile ligefrem synes at dominere.
Slangemennesker (kontorsionister), der optræder fx i cirkus med at slå knuder på sig selv, er ekstreme eksempler på hypermobile.
Den hypermobile krop låser i mange tilfælde en stor del af sine led for – på trods af hypermobiliteten – at blive i stand til at styre sin finmotorik. Dermed ender den hypermobile krop ofte med snarere at være præget af overdreven stivhed end af overdreven smidighed.
Hypermobilitet giver manglende stabilitet i leddene, hvilket kan give smerter og også disponere for slidgigt, fordi leddene bliver belastede i deres yderstillinger. Dette kan forebygges ved hensigtsmæssig træning af musklerne og gennem bevidst arbejde med hensigtsmæssige arbejdsstillinger. Omvendt kan låste led gøres mere bevægelige gennem fx strækkeøvelser.
Hypermobilitet testes af f.eks. ergoterapeuter med den såkaldte Beighton's test (som Beighton selv ikke har noget ansvar for). For hver finger, der viser den før beskrevne overdrevne bevægelighed, gives ét point. For hvert knæ, der kan bukkes bagover, for hvert albueled, for evnen til at gå i spagat, for evnen til at lægge håndfladerne mod gulvet som før beskrevet, gives ligeledes et point. Ved sammenlagt fire point kan en ergoterapeut tale om hypermobilitet.
Forekomsten af hypermobile i befolkningen kendes ikke. Tilstanden forekommer imidlertid så almindeligt, at den må betragtes som normal.
Den overdrevne smidighed, som hypermobilitet kan give anledning til, synes i almindelighed at være en forudsætning for at blive professionel danser eller professionel artist. Men også andre kunstnere af enhver art viser påfaldende ofte hypermobilitet.

## Gymnastik og hypermobilitet
Da den danske gymnastikpædagog Niels Bukh (1880-1950) startede Gymnastikhøjskolen i Ollerup i 1920, arbejdede han meget med (hvad vi i dag ved var meget brutale) strækkeøvelser, fordi eleverne på højskolen var karle og piger med hårdt fysisk arbejde og korte, stærke muskler. I 1970erne og -80erne, da det var meget umoderne at bevæge sig og dyrke sport, var problemet det modsatte: Da havde mange elever svage muskler og derfor meget bevægelige led, og der var mere brug for styrketræning, der kunne holde leddene på plads og forebygge slidgigt.

## Eksterne Links

### Patientforeninger
- hypermobilitet.dk – Foreningen for hypermobile på Sjælland og øerne (Webside ikke længere tilgængelig). – Heri: Litteraturhenvisninger (Webside ikke længere tilgængelig)
- Hypermobilitet og HMS i Region II (Webside ikke længere tilgængelig). – Heri: litteraturhenvisninger (Webside ikke længere tilgængelig), bl.a.:
  - Glen Gorm Rasmussen: "Hypermobilitet. HMS. EDS & Fibromyalgi" (2005)  (Webside ikke længere tilgængelig)
  - Ingemar Söderlund: "Derfor gør det ondt i musklerne" (red. 2007) (Webside ikke længere tilgængelig)
- Gigtforeningen om Hypermobilitet